# L'Hostal Nou (Riudellots de la Selva)
L'Hostal Nou és una obra de Riudellots de la Selva (Selva) inclosa a l'Inventari del Patrimoni Arquitectònic de Catalunya.

## Descripció
Aquest edifici era un antic hostal situat al peu del Camí ral de Girona a la Tordera que avui funciona com a habitació. Tot i que els orígens són anteriors, bona part de l'estructura actual és del segle xvi i XVII. És una casa de dues plantes i vessant a façana amb les obertures de la primera planta rectangulars de llinda monolítica amb motiu floral decoratiu inscrit en un triangle, excepte la porta, que presenta una biga de fusta. El cos original ha sofert ampliacions amb cossos adossats als laterals i a la part posterior. La teulada del cos principal ha estat refeta recentment. A l'interior hi ha un pati que encara conserva els abeuradors per als cavalls i, al voltant, les cavallerisses.
A l'extrem meridional de la casa hi ha adossada la capella de la Mare de Déu del Remei amb porta adovellada de mig punt i un frontis de pedra esculpida d'estil gòtic molt evolucionat. Aquest relleu rectangular representa l'escena de l'Anunciació. A la dreta trobem la Verge asseguda amb un llibre i l'esperit sant representat pel colom, a l'esquerre l'àngel anunciador i, separant les dues figures, un gran gerro amb lliris sostingut per un escut. L'escena éstà coronada pel Crist crucificat en una creu de braços trilobulats, als costats de la qual hi ha un text en lletra gòtica. Tot el conjunt s'emmarca dins d'un arc conopial i s'aprecien encara restes de policromia. La capella és de planta rectangular, absis semicircular i coberta amb vessant a lateral. A l'interior es conserva una làpida amb el text: “En l'any MCCCCXX en lacme Provensal mercader de Ierona feu fer esta capella e per son testament fet en Ierona, en poder de Bernat Ferrer a XXIX de juny MCCCCXXII jaquí de rende a la dita capella per dir II misses la sepmana e la misa cascun ditmenge dematí VIIII lliures e XX sous per reparatió de ornamens cascun any per preu de CCC lliures sobra la dita ciutat ab carta en poder de monsenyor Cefont a XVII de octubre de MCCCCXX”.

## Història
El seu caràcter d'"Hostal Nou" sembla provenir de l'existència d'un hostal anterior, l'"Hostal de la Ricarda", documentat l'any 1418. Va tenir una especial rellevància donat que era a poc més d'una llegua de distància de Girona, en un temps on era prohibit d'establir-n'hi més a prop.
La capella de la Mare de Déu del Remei va ser construïda per iniciativa del mercader Jaume Provençal l'any 1420. Se sap que l'any 1440 estava acabada i consagrada. El bisbe de Girona va concedir la llicència per poder fer-hi visites i processons des de l'església de Riudellots, els dies de les diferents festes de Santa Maria i el dia de Sant Jordi. La capella, tot i ser privada, va esdevenir un lloc de devoció per als fidels de la parròquia. I el 1464, enmig de les guerres remences, el bisbe va autoritzar de dir-hi missa, després que els rebels del rei havien vessat sang al cementiri parroquial.
Al segle xviii s'hi celebraven diversos aplecs i era el destí de les processons de Riudellots que es feien per Sant Jordi i el dia dels Sants Abdó i Senén.
Durant la segona guerra carlina el comandant general de l'exèrcit liberal va ordenar la fortificació de l'Hostal Nou de Riudellots l'any 1847, les despeses de la qual varen anar a càrrec dels municipis de Riudellots, Caldes, Vilobí i Franciac.
El febrer de 1939 es va produir el que sembla l'únic fet d'armes de Riudellots: la “batalla de l'Hostal Nou”. Les tropes franquistes van arribar a Riudellots seguint la carretera general, però la casa de l'Hostal Nou, punt estratègic sobre la ruta tan en direcció a Caldes de Malavella com a Girona, estava ocupada pels soldats republicans, i el dia 4 de febrer les tropes van entrar a l'hostal i es va produir un enfrontament entre republicans i franquistes, acabant amb la victòria de les forces franquistes.